# Англичане

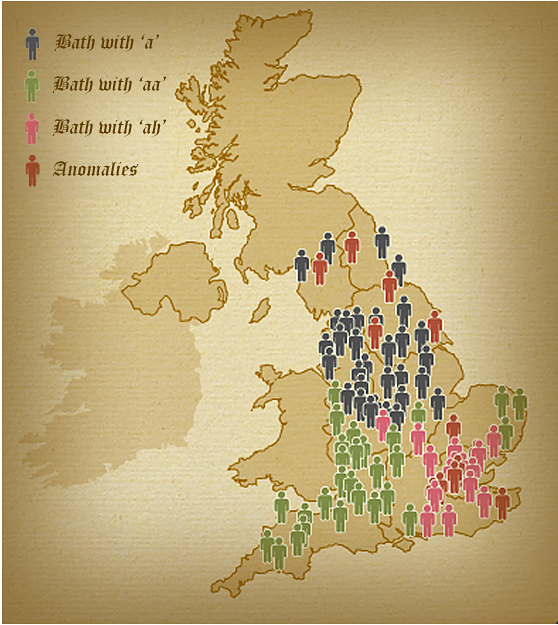
Карта, показывающая фонологическое изменение в пределах Англии гласного в словах bath (ванна), grass (трава) и dance (танец).
'a' [ä]
'aa' [æː]
'ah' [ɑː]
аномалии

Англича́не (англ. English people) — народ, нация и этническая группа, составляющая основное население Англии, которая разговаривает на английском языке. Сформировалась в Средние века на острове Великобритания из германских племён англов, саксов, фризов и ютов, а также ассимилированного ими кельтского населения острова и выходцев из Скандинавии.
В настоящее время англичан, считающих себя таковыми, насчитывается 50 миллионов человек. Английское этническое происхождение, учитывая граждан США, Канады, Австралии, Новой Зеландии, ЮАР и Ирландии, имеют сегодня в мире около 110 миллионов человек.
Англичане Великобритании, числом 44,7 млн человек, являются её основным населением. Остальные живут также в Канаде, США, Австралии, Новой Зеландии, ЮАР, Индии и т. д. Их язык — британский вариант английского, диалекты: восточный, северный, южный, западный, кентский. Письменность на основе латиницы. В древности использовалось руническое письмо. Верующие — преимущественно протестанты-англикане, а также методисты, католики.

## История
Английский народ сложился в результате смешения и длительной ассимиляции разнородных этнических элементов. Одними из древнейших обитателей Британских островов были кельтские племена (бритты и др.), поселившиеся здесь около середины I тысячелетия до н. э. В V—VI веках н. э. (Англосаксонский период) на острова переселились с материка германские племена — англы, саксы, юты. Они частью ассимилировали кельтов, частью оттеснили их в горы Шотландии, Уэльса и Корнуолла.
Сложившаяся в VII—X веках на основе германских и кельтских племён народность англосаксов подверглась значительному влиянию скандинавов (данов, норвежцев), завоевавших в VIII—IX веках некоторые районы Англии.
Наиболее важное событие в этнической истории англичан — Нормандское завоевание Англии 1066 года. Господствующее положение в стране заняли франко-нормандские бароны; французский язык стал официальным языком, хотя народ продолжал говорить на своём англосаксонском языке. Достаточно быстро (к началу XII века) англосаксы и нормандцы слились в единую английскую национальную общность. В XVI веке складывается общеанглийский разговорный и литературный язык. Английская буржуазная революция XVII века завершила в основном процесс формирования английской нации.
В XVII—XIX веках многие англичане переселились в захваченные Англией колонии и стали одним из главных компонентов в формировании ряда наций — американцев США, англоканадцев, австралийцев, новозеландцев.

## Быт
90 % англичан живёт в городах, в основном в частных домах. Семьи нуклеарные; 41,3% бездетных пар на 2021 год. Население сосредоточено в семи крупнейших конурбациях, крупнейшая из которых — Большой Лондон (около 7 млн человек). Планировка городов чаще всего — радиальная, в центре — площадь и собор. Очень характерны готические соборы.
Сельские поселения бывают двух типов — деревни на востоке и хутора или фермы на западе. Крыши домов обычно высокие, двускатные, крутые, из черепицы или шифера. Дома — каркасные, из камня, гальки, известняковых плит, более поздний тип домов — из кирпича.
Характерно малоэтажное строительство, вертикальное расположение квартир (на двух этажах).
В английской архитектуре XVII—XVIII веков заметно голландское влияние. До этого времени, в силу закоренелого консерватизма англичан, очень долго держалась готика.

### Одежда
Национальный английский костюм сложился в XVIII веке. Для него характерны строгость и простота линий, мягкие и спокойные тона. Тип английского костюма повлиял на формирование общеевропейского мужского костюма. Сейчас популярна спортивная одежда. Сохраняются элементы из Средневековья и Нового времени в одежде у судей, гвардейцев, студентов, парламентариев.

### Еда
Традиционная пища — мясная (ростбиф, бифштекс, бекон, рыбные блюда). Также популярны пудинги (они могут быть из разных продуктов) и овсянка.

## Национальные прозвища
В XVIII—XIX веках в России и во всей Европе, а также в США англичанин носил ироническое прозвище «Джон Булль». В статье о романе Н. Полевого «Клятва при гробе господнем» декабрист А. А. Бестужев пишет: «Пароход „Джон Булль“ уж давно курится у набережной… Слышите ль, звонят в третий раз!..». В романе «Таинственный остров» Жюль Верн вложил в уста матроса Пенкрофа пренебрежительно-задиристое обращение к англичанам: «Потомки Джона Булля!».

## Галерея

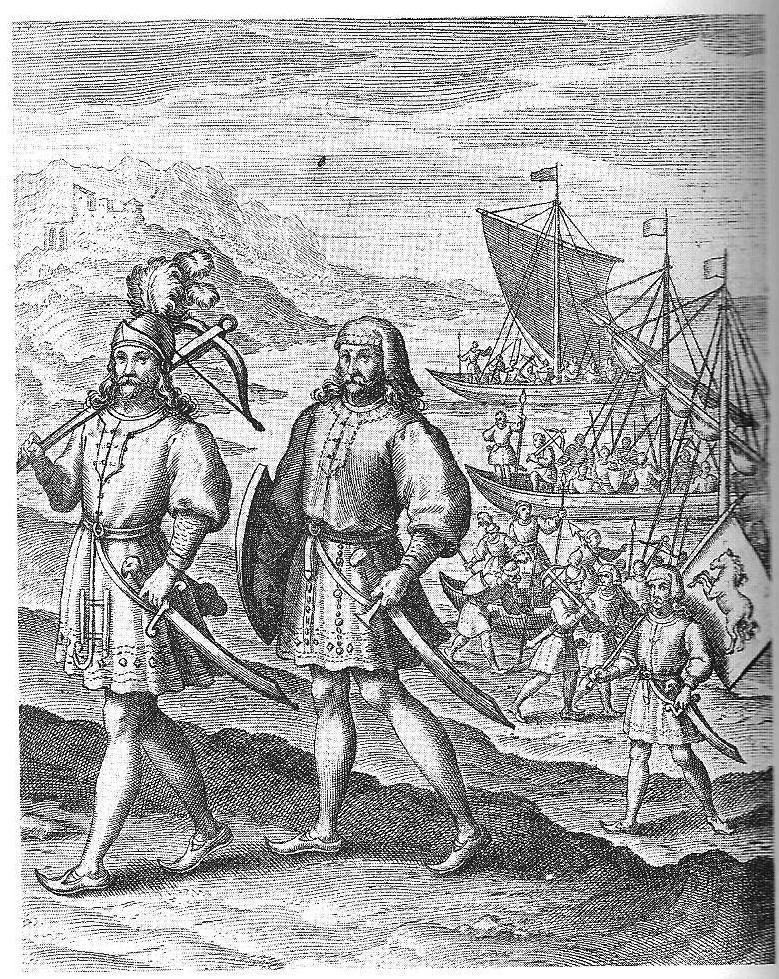
«Прибытие первых предков англичан из Германии в Великобританию»: причудливое изображение англосаксонской миграции — событие, центральное в английском национальном мифе. Из Восстановление разложившегося интеллекта Ричарда Верстегана[англ.] (1605)
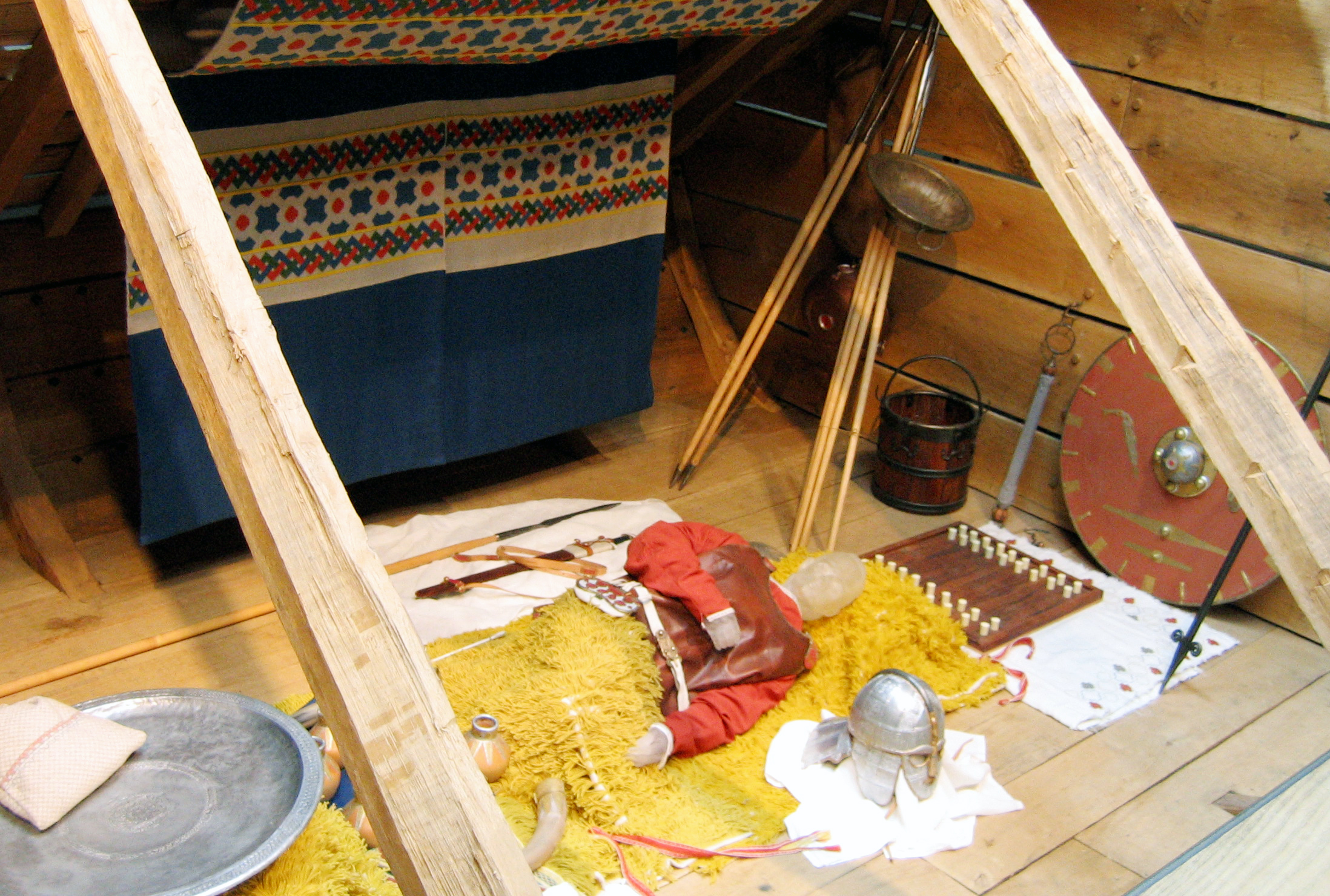
Реконструкция англосаксонской погребальной камеры[англ.] в Саттон-Ху, Восточная Англия.
Южная Великобритания в 600 году н. э. после англосаксонского поселения, показывающая разделение Англии на несколько мелких королевств.
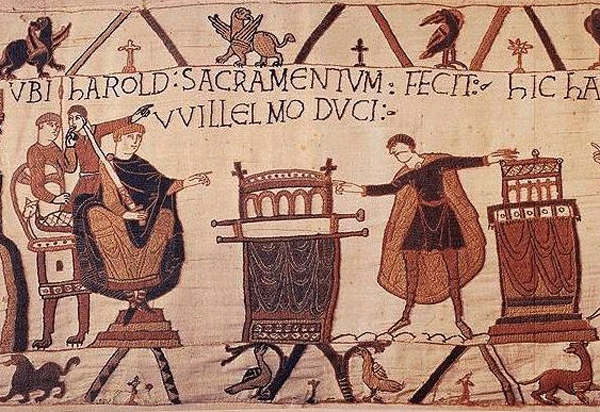
Король Гарольд II Англии (справа) в нормандском суде, Гобелен из Байё
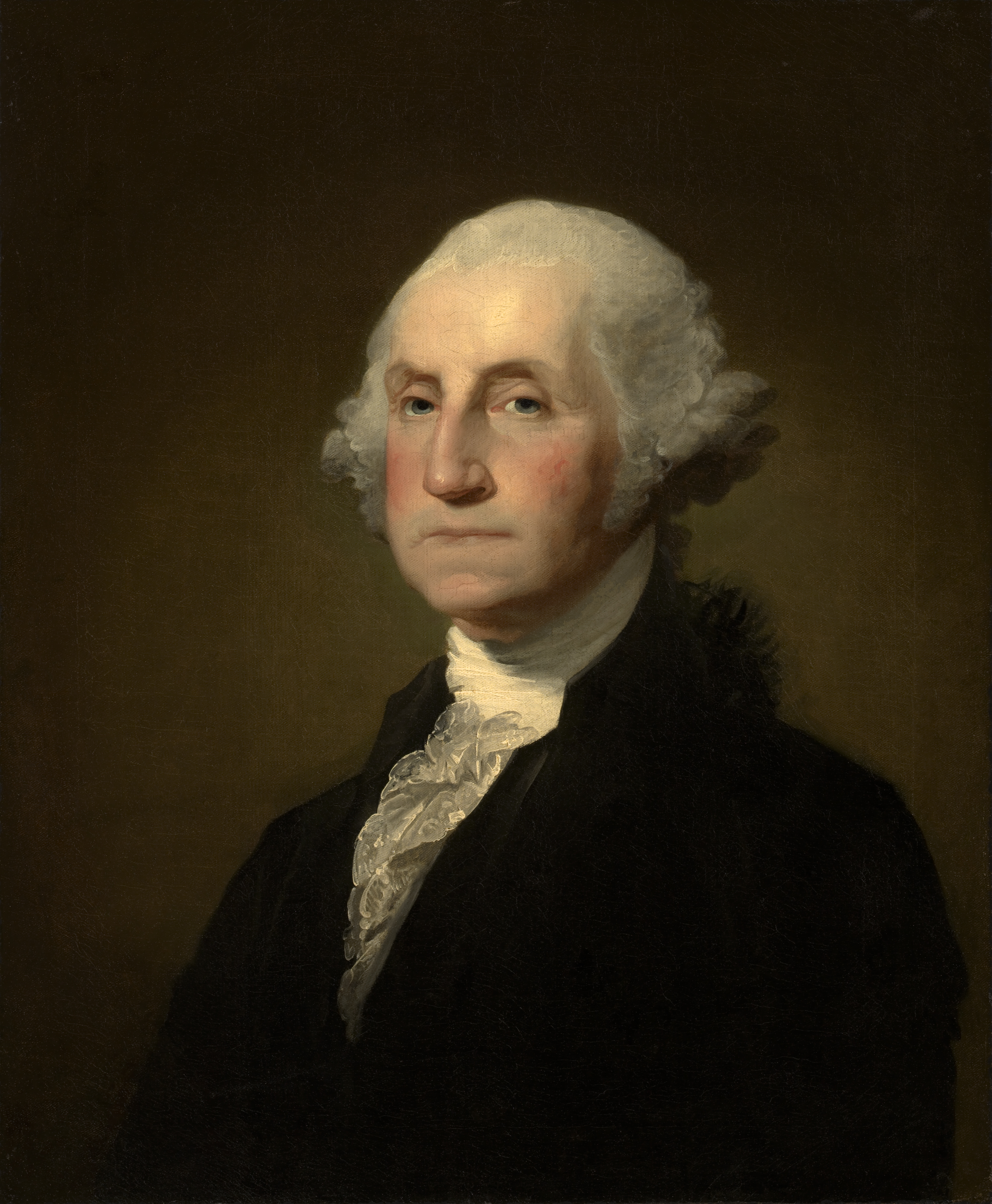
Джордж Вашингтон, известный как «Отец его страны» и первый Президент США, имел английских предков.
Эдмунд Бартон и Альфред Дикин, 1-й и 2-й Премьер-министры Австралии, оба имели английских родителей.
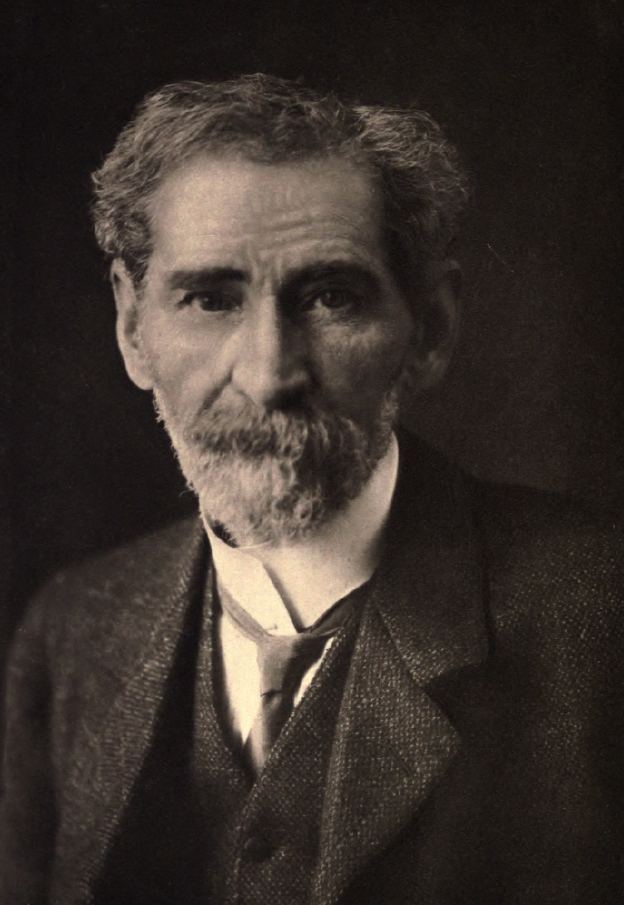
Уильям Генри Хадсон — аргентинский писатель, натуралист и орнитолог английского происхождения.
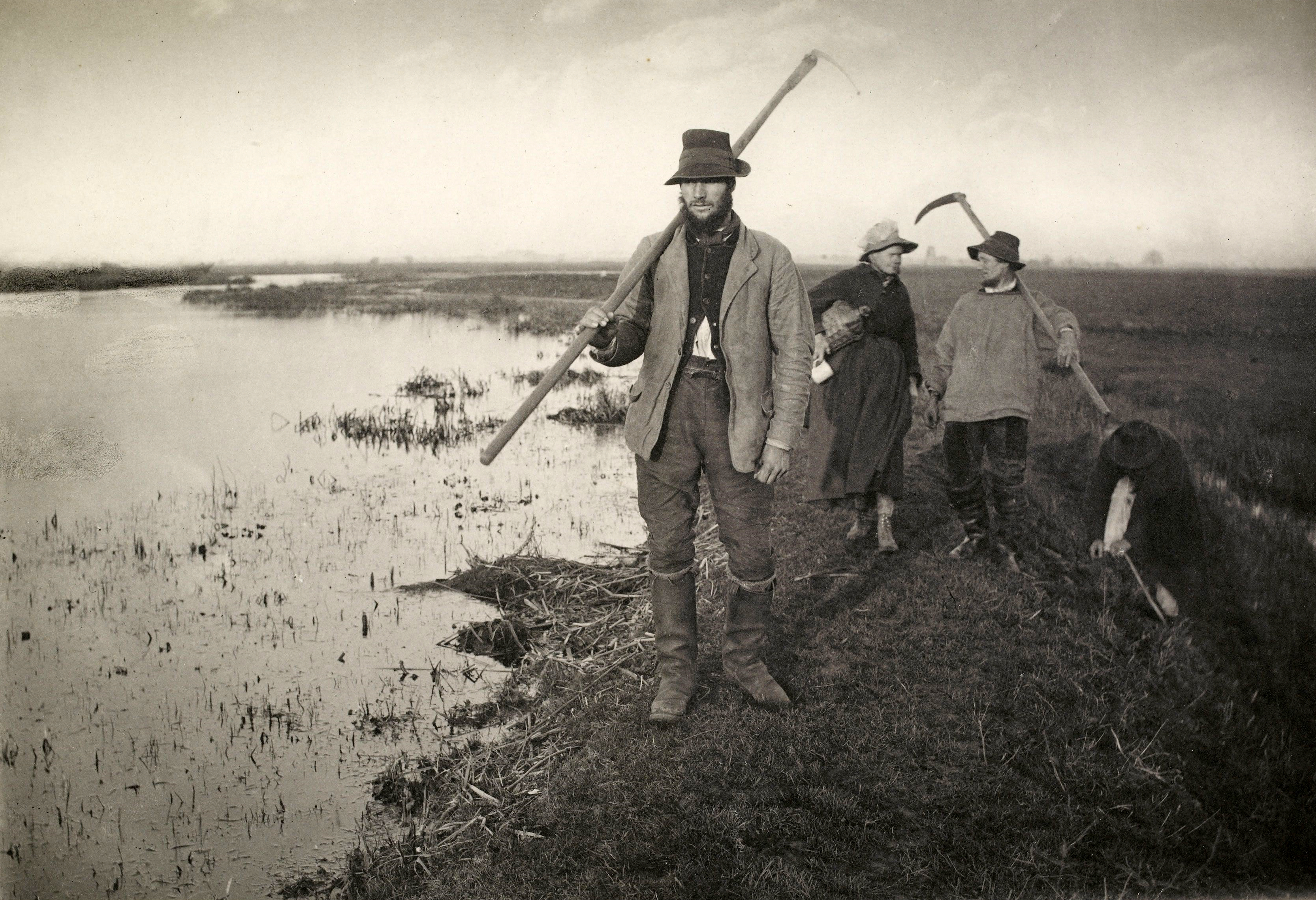
Английские крестьяне, фотография Питера Генри Эмерсона. 1886 год
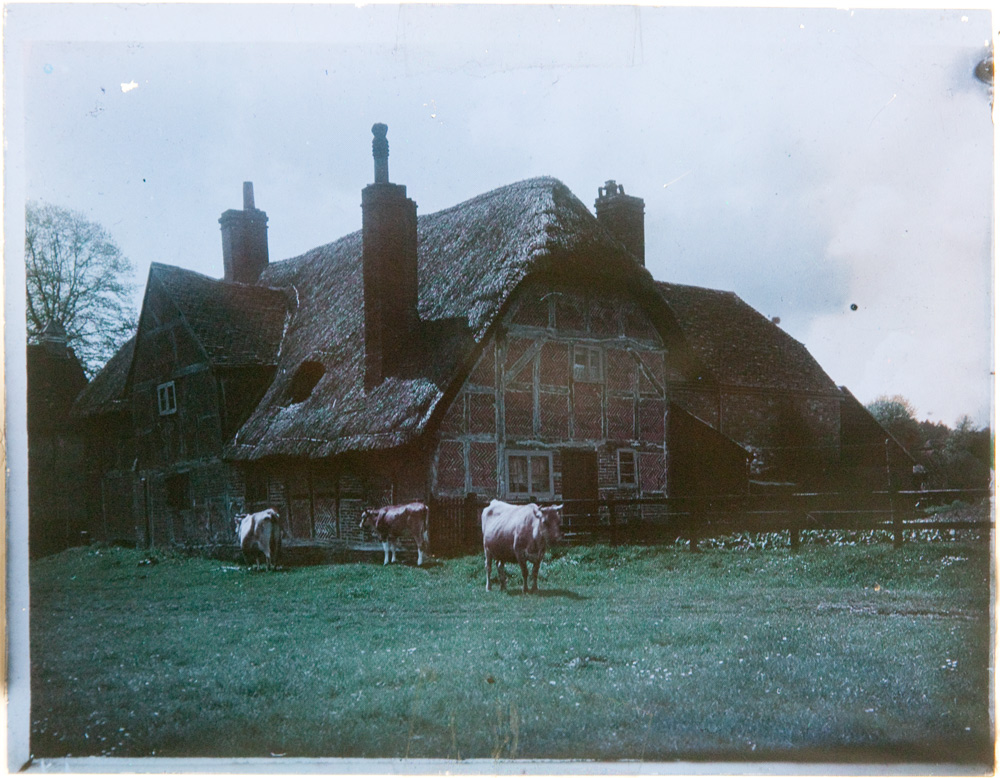
Коттедж в сельской местности в Хэмпшире, начало XX века
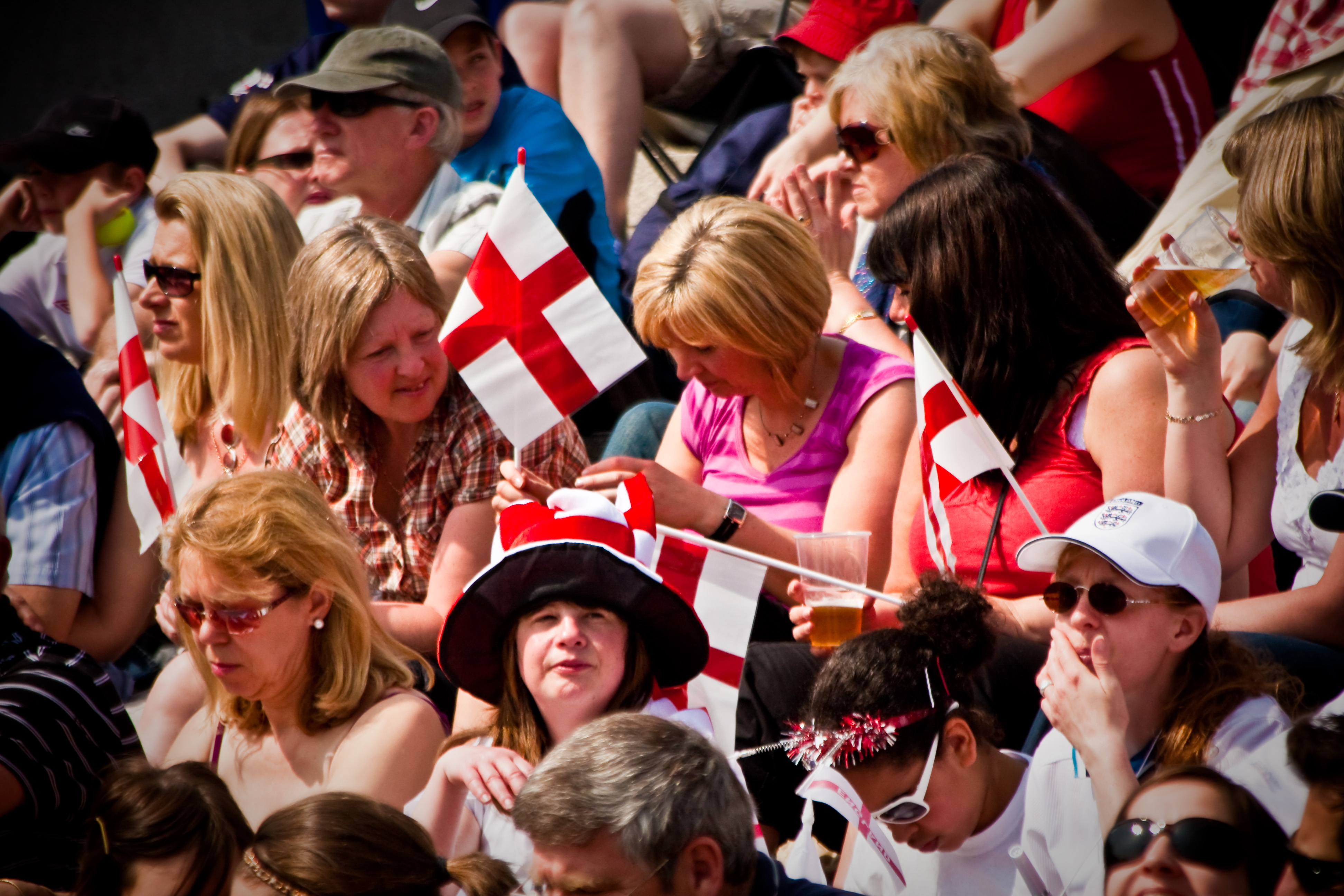
Толпа празднует День святого Георгия на мероприятии на Трафальгарской площади в 2010 г.
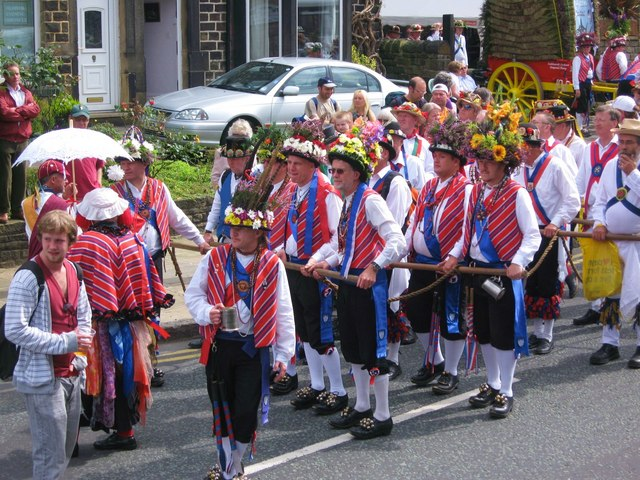
Участники английского народного ритуального танца моррис